# Систола

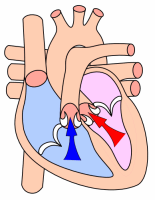
Сердце в систоле

Си́стола (др.-греч. ἡ συστολή «сжатие, сокращение, уменьшение») — одно из состояний сердечной мышцы при сердцебиении, а именно сокращение левого и правого желудочков и выброс крови в аорту из левого желудочка и в лёгочный ствол из правого желудочка. При этом открытыми остаются лёгочный и аортальный клапаны, а закрытыми — митральный и трёхстворчатый клапаны.

## Фазы
Систола желудочков делится на два периода:

### Период напряжения (0,08 с)
Состоит из фазы асинхронного сокращения (0,05 с) и фазы изометрического сокращения (0,03 с). 
Фаза асинхронного сокращения характеризуется сокращением сосочковых мышц, миокарда межжелудочковой перегородки и верхушки сердца, а остальные участки желудочков не возбуждаются, а растягиваются. Давление остаётся чуть выше нуля, полулунные клапаны закрыты, атриовентрикулярные — открыты.
Фаза изометрического сокращения начинается с закрытия атриовентрикулярных клапанов, т.е. все клапаны закрыты. Давление в желудочках начинает возрастать, к концу фазы в левом желудочке достигает 60-80 мм. рт. ст., а в правом — 5-12 мм. рт. ст. Этого давления достаточно, чтобы полулунные клапаны открылись (т.е. оно больше, чем в аорте и легочной артерии). С их открытием начинается следующий период систолы — период изгнания крови.

### Период изгнания крови (0,25 с)
Также состоит из двух фаз: фазы быстрого изгнания крови (0,12 с) и фазы медленного изгнания крови (0,13 с).
Фаза быстрого изгнания крови начинается с открытия полулунных клапанов (так называемый, протосфигмический интервал). Кровь из желудочков устремляется в аорту и лёгочную артерию. Давление продолжает нарастать (до 110-140 мм. рт. ст. в левом желудочке и 15-30 мм. рт. ст. в правом желудочке), кровь быстро поступает в кровеносные сосуды. На пике давления количество крови, изгнанное из сердца, становится равным количеству крови, которое переходит в капиллярное русло, после чего следует фаза медленного изгнания крови. 
С уменьшением количества крови в желудочках, давление начинает падать. В фазе медленного изгнания кровь движется по сосудам с помощью инерции.

## Давление
Артериальное давление в момент систолы ( записывается первым перед диастолическим, например: в записи давления 120/80 систолическим является 120.

## Аускультация
Аускультация сердца показывает работу клапанов, проводится в четырёх основных точках (также есть дополнительные точки выслушивания):
- Первая точка — верхушка сердца (пятое межреберье справа, 1—1,5 см левее правой среднеключичной линии). В нём выслушивается работа митрального (левого предсердно-желудочкового) клапана во время систолы левого предсердия.
- Вторая точка – область между вторым и третьим ребром справа от грудины, в которой исследуют деятельность полулунного аортального клапана, т.е. во время систолы левого желудочка.
- Третья точка –  второе межреберье слева, где проводится звук функционирования полулунного клапана лёгочного ствола, которое происходит во время систолы правого желудочка.
- Четвёртая точка – место крепления мечевидного отростка к грудине. Здесь выслушивается работа трикуспидального (правого атриовентрикулярного) клапана, открывающегося во время систолы правого предсердия.